# エコ計画
株式会社エコ計画（えこけいかく）は、埼玉県さいたま市浦和区に本社を置く総合リサイクル企業である。

## 概要
「環境・食・貢献」をテーマに、廃棄物の収集運搬から中間処理、リサイクル、最終処分、研究までを一貫して自社内で行う環境貢献事業と、古いかやぶき家屋を移築した温泉宿泊施設・レストランの運営、食品物販などの食関連事業を展開している。

## 沿革
- 2020年 - 本社を桜区から浦和区に移転。